# 資源
資源（）は、人間の生活や産業等の諸活動の為に利用可能なものをいう。
広義には人間が利用可能な領域全てであり、狭義には諸活動に利用される原材料である。

## 概要
その語源は、英語の resource （リソース）に当てた中国語 「資源」である。
各種天然資源や観光資源のような物的資源と、人的資源とがある。さらに、経済上投入可能な資源として経済的資源という区分もある。
人間の活動に利用可能なものが資源とされるため、何が資源と認識されるかはその時代や社会によって異なり、これまでは単なるゴミなどとされていたものでも技術の発達に伴い資源とされたり、逆にこれまで利用され資源と認識されたものでも、社会の変化と共に資源でなくなったりする。

## 天然資源
自然を構成し利用可能な資源を天然資源という。天然資源は地球誕生以来存在し、膨大な量になるが決して無尽蔵ではなく、更に、容易に採取、採掘利用可能なものは限られている。産業革命以降、人類はあらゆる資源を搾り取って活用することで産業を成り立たせてきたが、その資源も近い将来枯渇するといわれている。今後、海底資源や未開発地の資源の捜索など、多大な困難が伴い、経済的に非効率となることも予測される。このため、「捨てればごみ、分ければ資源」といったキャッチフレーズが示すように、資源の再生利用を積極的に進めようとする動きがある。
また、各種の資源は人間の生活や産業などにとって必要不可欠であるものの、それらは地球上に均等に存在するのではなく、ある地域に偏在しており、水や石油、希少金属などの限られた資源をめぐって戦争・紛争が起こった例も多い。
以下、天然資源の種類とそれを取り巻く問題などを紹介する。

### 水資源
水は人間の生活や産業にとって最も密接な関係をもつ資源である。水それ自体は地球上に14億立方キロメートルが存在するものの、その97 %は海水であり、さらに残りの3 %の淡水のうちのおよそ70 %は極地などの氷山、氷河であり、実際に通常利用可能な淡水は河川や湖、地下水など、全体の1 %程に過ぎない。さらに、水は世界的に見ても存在量の地域間での偏りが大きい資源であり、河川の分布や流量が大きく異なる。
世界の水資源量の評価において、水循環によって更新可能である淡水の資源量を明らかにすることが重要である。
また、水は野生の動植物にとっても不可欠なものであり、水の減少によって生態系の破壊も起こっている。例えば、アラル海では流入河川での大幅な取水によって面積が急激に縮小し、塩分濃度が上昇して魚など大半の動物が死滅した。

#### 生活用水
人が一日に必要とする水の摂取量は2.0 Lから3.0 L（すべてを飲料として摂取する必要はない）と言われているが、実際の生活では洗濯や炊事などの生活用水として多くの水が必要であり、最低限一日一人20.0 L程度の清潔な水は必要と言われる。なお、一例として、2021年（令和3年）の東京都では、家庭で一日に一人が使う水の量は平均221 Lであった。十分な水の確保は都市の形成に不可欠であり、古来より水の得られる場所に都市が形成され、水の安定した確保のために様々な努力が払われてきた。古代ローマの上水道網や、水道橋などはその例である。現在多くの国で水道網が整備されており、河川や湖の水、地下水などが、浄水場において濾過、消毒などの処理をされた上で供給されている。
しかし、いまだ十分な水が確保されていない地域も多い。それらの地域は、中東地域や北アフリカなど、元々乾燥した地域である場合が多いが、加えて砂漠化の進行や人口増加によって一人当たりの水資源量が減少している。その場合には、泥水などの清潔でない水も利用せざるを得ず、あるいは十分に食材、食器や衣服などの洗浄が行われない、といったことが病気の原因ともなっている。また、水源までが遠く、日々多くの時間を水の取得や運搬に費やさなければならないことなども、貧困の要因となっている。

#### 農業用水

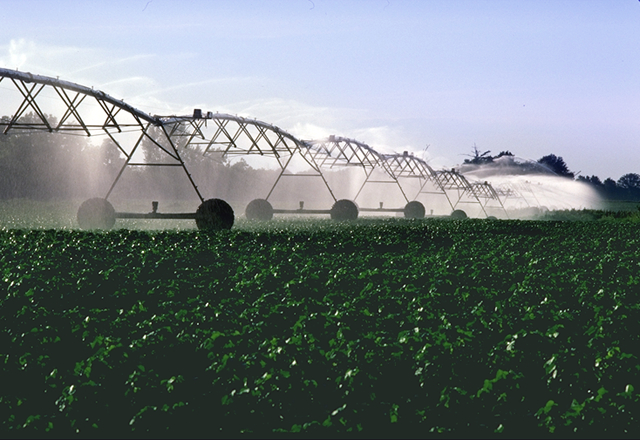
センターピボット式のスプリンクラーが水をまく様子

ある程度生産物による差はあるものの、一般に農業には多くの水が必要となり、多くの地域で河川の水や地下水が利用されている。しかし、乾燥地域では旱魃になりやすく、あるいは不適切な灌漑によって土壌の塩類が地表近くに吸い上げられ、塩類集積が発生して耕作不能となった例も見られる。
また、農地の開墾による河川上流での大幅な取水は、下流へと流れる水量を減少させており、例えば中国の黄河では、乾期には河川下流域での断流も見られるようになっている。多数の国家を流れる河川では、水をめぐって上流に位置する国と下流に位置する国の利害が対立するため、ダムの建設や取水を巡って争われる例も多い。ユーフラテス川の取水をめぐるシリアとイラクの対立や、ナイル川の取水をめぐるエチオピア・スーダン・エジプトの対立などがある。
地下水の利用では、アメリカ、グレートプレーンズのセンターピボット方式による灌漑や、イランのカナートを用いた地下水利用などが著名であるが、地下水の過剰な取水によって地下水位の低下や枯渇が見られたり、あるいは農薬や化学肥料によって地下水が汚染されるなどの問題も発生している。

#### 工業用水
工業用水としては、酒や飲料、氷などを製造する際の原材料として水が利用されるものもあるが、製品の生産過程において洗浄などに用いられるものも多く、あらゆる産業で水が用いられている。染色業や製紙業は、多くの水を必要とする産業として知られている。工場では、水道水を利用すると高価なものとなるため、あるいは水道水に含まれる塩素などを避けるため、地下水を利用する場合が多く、工場の集中する地域では過剰な地下水のくみ上げによって、地盤沈下が発生したり、排水や工業廃棄物による水質汚染、悪臭などの公害が広く見られた。
これらの公害を受けて、多くの先進国（とりわけ都市部）では地下水の取水制限や水質汚染に関する規制が強められ、ある程度問題の解決を見たものの、規制の少ない発展途上国に工場が移転し、また途上国が環境よりも開発を優先させることで規制が十分なされずに、河川や湖沼が汚染される例も増加しており、途上国での生活や農業、あるいは経済の発展に関して大きな不安要因となっている。

#### 水不足への取り組み
これらの水にまつわる問題に対して、問題解決に向けた努力も行われている。
国際紛争の処理については、関係国が何らかの協定を結んで取水量について取り決めを行ったり、国際機関の利用も行われている。また、技術開発によって、各種の節水機器が開発されたり、農業において点滴灌漑が行われたり、あるいは規制が強化されより高度な排水処理が行われたりしている。また、不足する水を作り出すものとして海水の利用も行われており、サウジアラビアなどの石油の豊富な国家では、石油の燃焼により海水を蒸留して水を生産している。あるいは逆浸透膜を利用した海水淡水化も実用化されている。また、世界の各国で節水運動なども行われており、節水意識の高まりもあって、節水を謳う商品も数多い。しかし、いずれにせよコストの問題や経済開発との兼ね合いもあって、十分な解決は困難な状況である。

### 鉱産資源
鉱産資源は鉄・銅・ボーキサイト・ウラン鉱・石油・石炭などの有効利用が可能な鉱物を採掘して得られる資源である。世界各地に鉱脈があり、様々な手法で採掘されている。地下資源とも言う。産出量が少ないが有用な鉱産資源は、レアメタルと呼ばれている。石油・石炭・天然ガス等は化石燃料とも呼ばれている。
また、鉄や銅・アルミニウムなどの、大量に生産・消費される、基礎となる金属は、ベースメタルと呼ばれ、金や銀などは貴金属、ニッケルやクロムなどはレアメタルと呼ばれる。

#### 金属資源
鉄・アルミニウムなどの金属のほとんどは、広く地殻に存在しており、ある意味ではどこにでもあるといえる。例えば金を海水から抽出することも不可能ではない。しかし現在の技術では、一般的な岩石や海水から資源を回収するコストは大きすぎ、経済的に成立しない。そこで、その資源が集まっている鉱床を掘り、鉱石を製錬することで必要な金属を得ている。鉱床の形成には水や大気・地殻変動などが関係している。例えば現在の主要な鉄鉱床は、雨などによって岩石中の鉄分が海へと流され、光合成によって生成された酸素と海水中の鉄分とが結合し、酸化鉄となって海底に沈殿したものが地上に現れたものと考えられている。その他、熱水鉱床・海底熱水鉱床なども参照。そのため、例えばそれらの無い月面で多様な金属資源を得ることは困難である（ただしどこまで経済性を考慮するかにもよる）。

#### 化石燃料
化石燃料は、その名の示すように生物の遺骸であり、石炭は植物の、石油はプランクトン類の遺骸が長い年月の中で土圧や地熱の影響をうけ変成されたものと考えられている。ただし石油については異論も存在する。
液体である石油の方が石炭よりも運搬などで有利であり、また体積あたりの発熱量も大きく、多くの先進国では石油をエネルギー源とすることが主流となったが、原油価格の上昇もあって石炭の利用も見直されており、とりわけ石炭産出国では現在も重要なエネルギー源である。また、石炭の方が二酸化炭素放出量は大きいものの、確認可採埋蔵量などをみると、石油よりも石炭のほうが埋蔵量が多く、かつ世界各地に分布しており、その点ではより安定したエネルギー源であるといえる。
燃料としての利用のほか、合成樹脂などの生産にも用いられる。

#### その他の鉱産資源
ダイヤモンドやコランダム（サファイア・ルビー）などは、宝石としてのみならず、その硬度から工業用途に研磨剤などとしても利用される。その他、エメラルドやアクアマリン、水晶、トルコ石、翡翠など、希少で美しいものは高い価値を有するものとして、古くから装飾品などに用いられてきた。アレキサンドライトやタンザナイトなどは、比較的最近発見されたものである。採掘では、ダイアモンドなど機械を用いた大規模な採掘も行われる一方で、人力による採掘が行われている地域も存在する。
その他、石灰石や石英、リン鉱石など、様々なものが、セメント、ガラス、半導体（シリコン）、肥料など様々なものの生産に利用されている。

#### 採掘

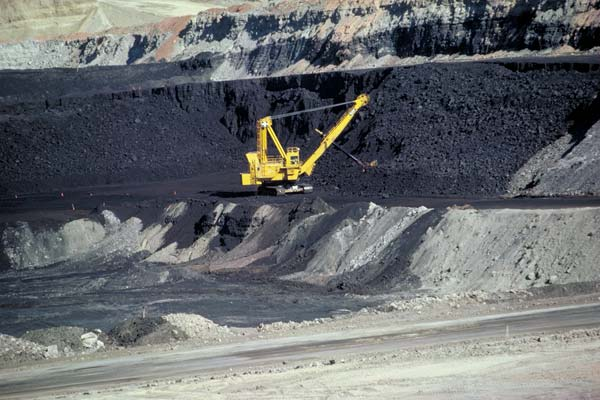
ワイオミング炭鉱の露天掘り

資源を採掘するに当たっては、その採掘が経済的に見て成立するかどうかが非常に重要な問題である。その鉱床が鉱山として成立するかどうかは、得られる資源の価格と、採掘にかかるコスト、すなわち鉱脈のある場所やそこから得られる鉱石にどの程度資源が含まれているか、などの要因からなる。
たとえ鉱床が存在しても、コストが収益を上回った場合には、鉱山が閉鎖されることもある。逆に言えば、一度閉鎖された鉱山や、これまで十分な収益を上げられないため放置されていた鉱床でも、資源の価格が上昇すれば収益が見込めるようになり、採掘されることもある。一般に、資源が減少して価格が上昇すると、省資源技術の開発や、新たな鉱床の探索、採掘技術の開発、低品位の資源の利用などが促されるため、可採埋蔵量が増加し、可採年数は伸びる。ただし、資源は有限であるのは間違いなく、どこまでそれで利用し続けられるかの予想は困難である。
資源が浅い地層に存在する場合には露天掘りも可能であるが、地層が深い場合や、海底に存在する場合には採掘のコストは高くなっていく。また、資源として開発されるに当たり、鉱床に求められる資源の含有量も大きく異なる。例えば鉄であれば、最低でも25%程度の鉄含有量が求められ、高品質の鉄鉱石では含有量は65%に達するが、一方金では、金鉱山の平均的な金含有量は0.0005%程度（鉱石1000キログラムに対して金5グラム）である。
鉱産資源は各地に偏在しているが、中でもレアメタルはとりわけ偏りが大きく、現在の産業にとって不可欠であるものの、産出量も少ないため供給に不安定な面が強い。主要なレアメタルの産出国としては、南アフリカや中国、ロシアなど。
鉱産資源の採掘に際しては、事故の危険も大きく、例えば労災保険の保険料率も高く設定されている。これまでにも、坑道の落盤や火災、爆発事故など、多くの事故が発生してきた。また、採掘による環境破壊も問題となる。山などを掘ることによる自然破壊のほか、鉱山から流出する有害物質も問題となり、日本の例では、足尾銅山鉱毒事件がある。
各資源についての詳細は、それぞれ、石油、石炭、天然ガス、鉄、銅、アルミニウム、鉛、亜鉛、スズ、マグネシウム、マンガン、ウラン・ニッケル・クロム・タングステン・モリブデン・コバルト・マンガン・バナジウム・白金・金・銀・ダイアモンドなどを参照。

### 森林資源

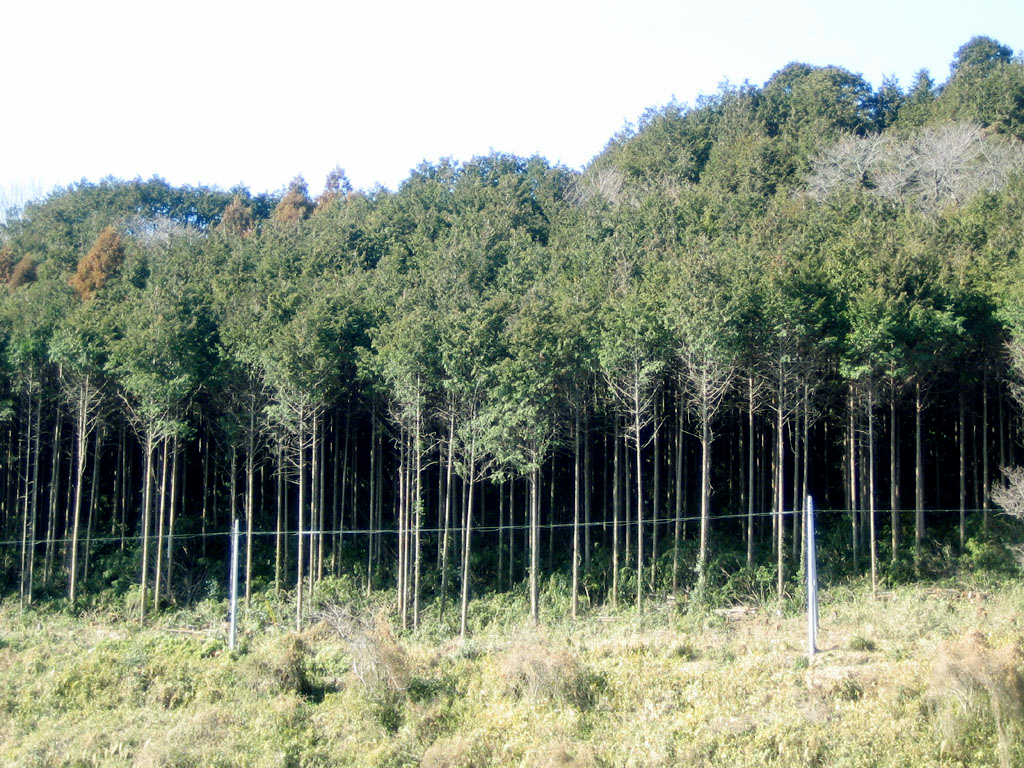
人工林の例。枝打ちされた杉林

森林資源として、檜や杉、樫、桐、松、チークなどの木材が利用される。木材は比強度において優れており、各種の建築物や家具、道具、船舶などの製造に古くから用いられてきた。また航空機にも用いられており、例として第二次世界大戦のイギリスの軍用機モスキートが挙げられる。
ただし、十分な木材の強度を得るには、しっかりと乾燥させる必要があり、利用に際しても木の方向や湿気などに注意が必要である。また薪炭材として燃料に用いられたり、木材パルプとして製紙業にも利用される。現在では、とりわけ先進国においては木材を燃料として用いることは稀なものとなったが、石炭や石油が利用されるまでは、森林は主要な燃料供給源であり、また食糧供給地でもあって、多くの地域で木々の伐採や植林、動植物の狩猟・採集が行われてきた。
これまで、人口増加に伴う宅地造成や道路建設、食糧増産のための森林の農地や牧場への転用、過剰な焼畑農業や木材の伐採、あるいは大気汚染や酸性雨などにより森林破壊が行われてきた。森林の再生には長い時間が必要であり、一旦森林が破壊されると土壌が流出して回復が困難となりやすい。また商品価値の高い木の乱伐や森林の減少に伴う生態系の破壊も問題となっており、例えば高級木材として知られるマホガニーは乱伐の結果大きく減少し、絶滅のおそれのある野生動植物の種の国際取引に関する条約（ワシントン条約）によって取引を制限されている。
近年は森林の木材供給源などとしての価値だけではなく、水源涵養機能（緑のダム）や生態系の保全機能、空気清浄機能、二酸化炭素吸収機能なども着目されており、森林浴やハイキングなどの形での利用もなされている。
日本では、林業の厳しい労働環境や林業従事者の高齢化、国際競争の激化による木材価格の低下で、放棄された人工林の荒廃も問題となっている。なお日本の木材自給率は、20%程度で推移している。
日本の一人当たりの森林蓄積量は世界平均の6分の1ほどである。
森林資源は、他の天然資源と比較すると数少ない再生可能な資源であり、森林の破壊や砂漠化の進行に対して植林活動などの森林保護活動も行われている。

### 水産資源
水産資源とは、海洋や河川、湖などから採取される魚介類などの水産物のことである。これらを採取して食用とすることは古くから行われており、日本でも多くの貝塚が発見されている。かつては、これら水産物は無限に存在するかのように考えられたこともあったが、近年では人口増加や豊かな食の追求に伴う乱獲や、河川や海洋の埋め立て、ダムや堤防の建設、水質汚染や栄養分の供給源となる森林の破壊などにより、様々な地域で多くの種類が減少している。また、水銀やダイオキシン類などの有害物質の魚介類への生物濃縮も認められており、持続可能な利用や環境の保全が求められている。
現在、水質汚染に対する規制や、漁法の規制（毒物や爆発物を用いた、目的とする魚類以外のものまで殺傷し生態系を破壊する漁法を原則的に禁止する）が行われており、また国際的な取り組みとして、海洋法に関する国際連合条約、国連公海漁業協定、国際捕鯨取締条約や、西部及び中部太平洋における高度回遊性魚類資源の保存及び管理に関する条約、などの多国間条約の締結、各国間による漁業協定の締結なども行われている。また、養殖や栽培漁業、肥育などの技術も各種の魚介類につき研究・開発されており、稚魚の放流なども行われている。
しかし、各国間で異なる利害の対立や、水産資源の調査・保全の難しさ、違法な漁獲、増加する食糧需要、開発への欲求などもあって、解決には多くの課題を残している。責任ある漁業も参照。

### 海底資源

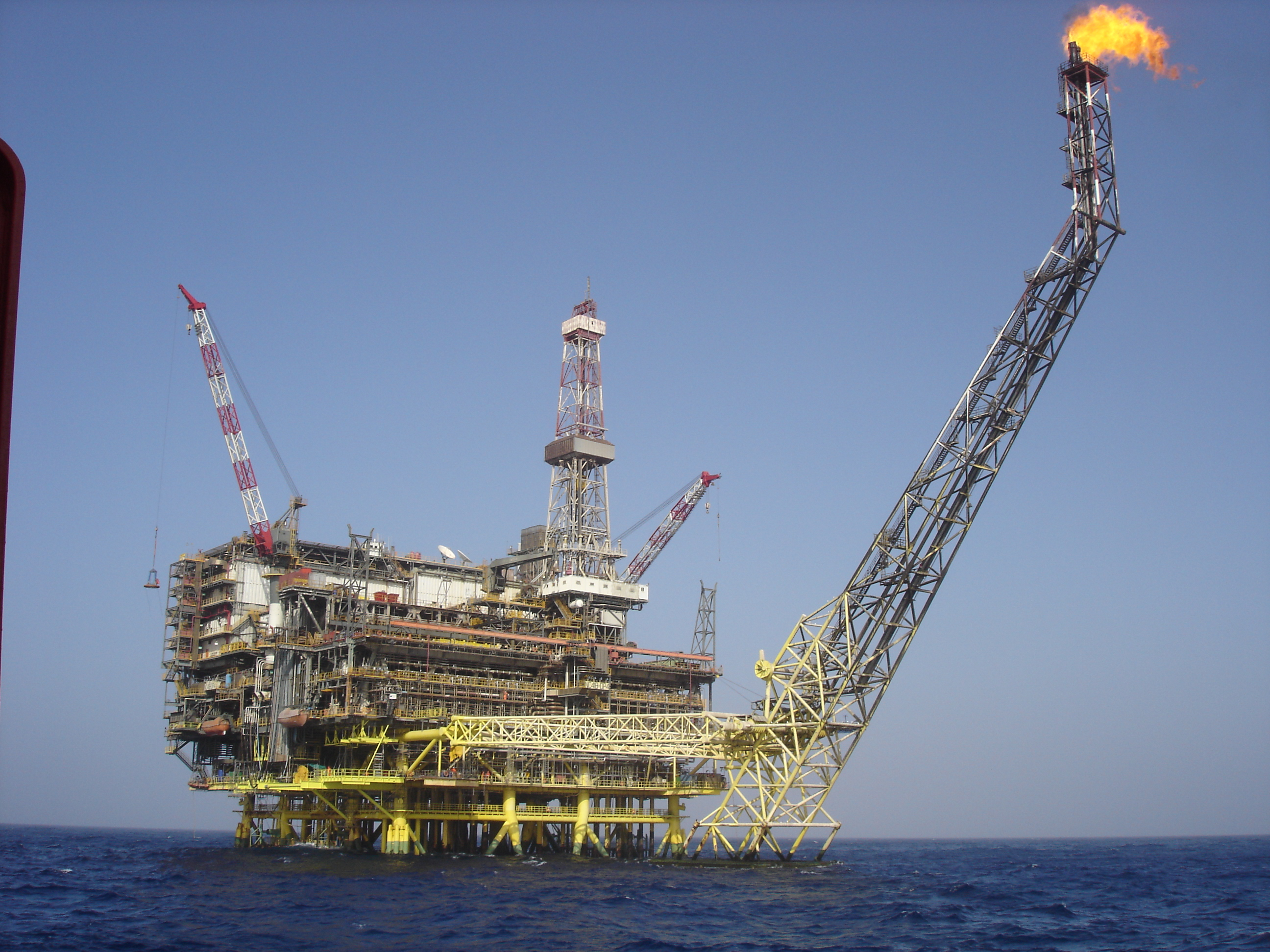
石油プラットホーム（Bouri DP4）

地球の表面積の70.8%は海であり、その海底には石油・天然ガス・メタンハイドレート・マンガン団塊などの資源が眠っている。これらを海底資源という。これまではその水圧などもあって利用が困難であったが、技術の発達により海底に眠る資源を開発する動きがでている。しかし、公海に眠る資源についてそれが誰のものか、という問題や、どの国の排他的経済水域（EEZ）であるか、どの国が島を領有するかなどの領土問題を抱える地域も多く、しばしば国際的な対立ともなる（尖閣諸島や南沙諸島（スプラトリー諸島）を巡る対立など）。
また、技術上・経済上の問題も多く、現在実際に行われている海底資源の利用では、イギリス・ノルウェーなどの北海油田が代表的であり、イギリスはこの開発によって経済危機を乗り越えた。
なお、様々な問題はあるものの、日本の領海・排他的経済水域（EEZ）の海底に豊富なエネルギー資源や金属資源の存在が確認されている（詳細は「日本の海底資源」を参照）。

### 海洋資源
海洋資源といった場合、海洋に生息する水産資源や、海底資源も含むが、その他にも、海洋に生息する生物の生態が理解されるのに伴い、海洋生物の分泌する物質が医薬品などに応用できる場合があると判明し、研究も進められている。

### 遺伝資源
遺伝資源とは、遺伝子の有用性が広く認められることで、遺伝情報が一種の資源として考えられるようになったもの。遺伝子資源とも呼ばれる。これまでにも有用な品種の選別や品種を掛け合わせて品種改良をすることは行われてきたことであるが、遺伝子工学の発展により人工的に遺伝子の組み換えを行うことが出来るようになると、遺伝子情報の価値がより認識されるようになった。様々な生物の遺伝子はそれ独自の機能を持つものも多く、医療や、医薬品の生産、農作物の品種改良などに利用されている。
どの生物も有用な遺伝子を持っている可能性があり、また一度失われると完全に復元することは出来ない。しかしながら、環境破壊などで絶滅する動植物も存在し、また同じ種であっても地域の個体群によって特有の遺伝子を持つ場合もあり、その場合にはある地域の個体が絶滅すれば遺伝資源が失われることとなる。このような例としては、メダカなども参照。遺伝子汚染を防止し、遺伝的多様性を維持することが求められている。
生物の多様性に関する条約では、遺伝資源の利用から生ずる利益の公正かつ衡平な配分が一つの目的となっているが、遺伝情報を解析し特許などとして、知的所有権を強化しようという先進国と、自国の遺伝資源に対する権利を主張する途上国との利害対立があり、また実際の遺伝情報の利用には倫理的な問題も存在する。

## 観光資源

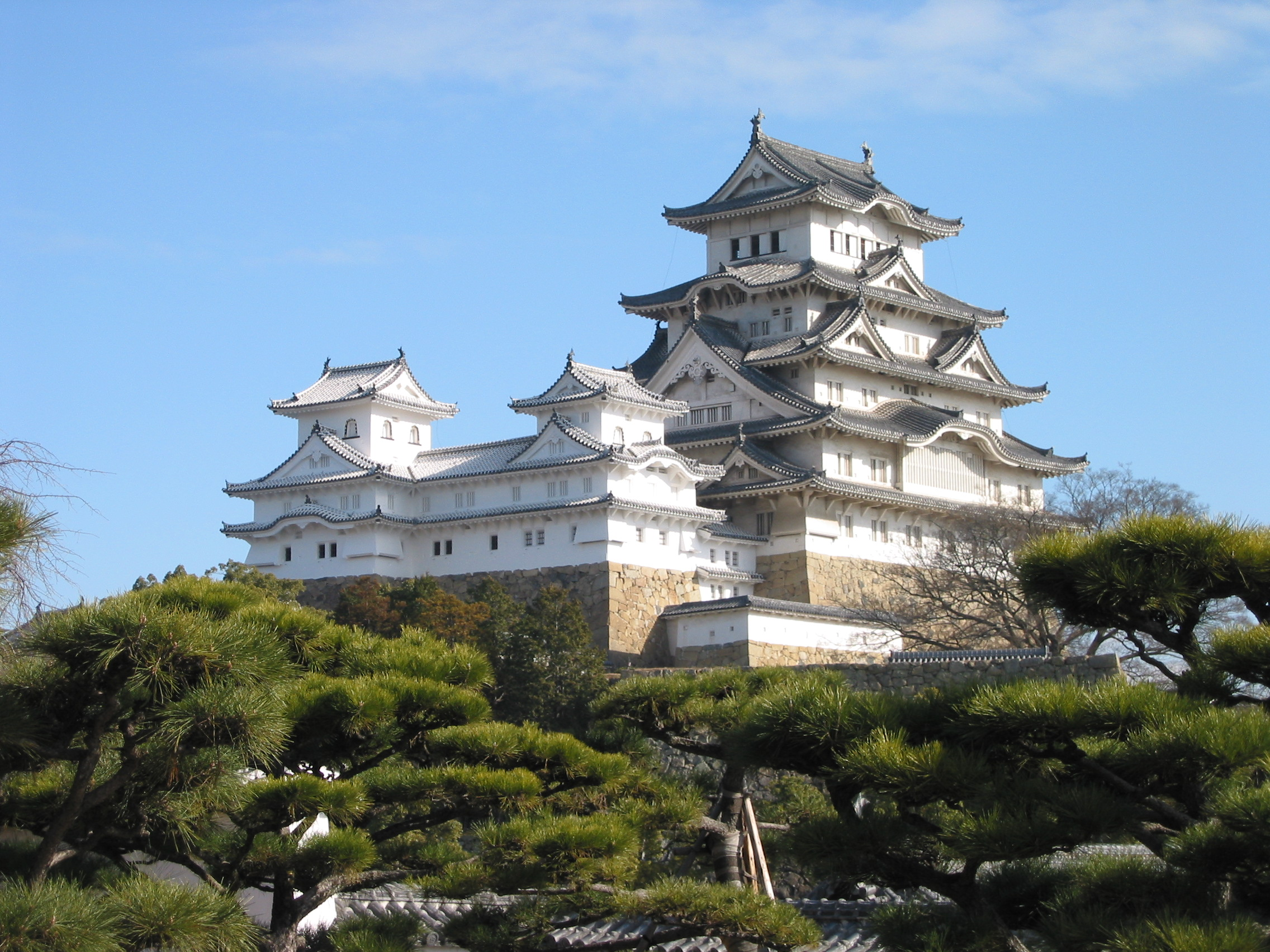
城の例。姫路城 1993年世界遺産に登録された

観光資源とは、保養や遊覧を目的とした、観光旅行の対象となりうる、歴史的・文化的遺産や自然、娯楽施設などのこと。これらを持つ地域は観光地と呼ばれる。具体的には、城や砦、宮殿、神社、寺院、教会、墓、庭園、山、森林、川、滝、海、砂漠、美術館、博物館、動物園、テーマパーク、温泉、ビル、あるいは都市それ自体の景観など非常に多岐にわたり、世界各地に存在している。地域の伝統芸能や祭りなども一種の観光資源といえる。
経済が発達し余暇活動が重視されるに従い、観光業が発達して世界各地で観光地開発がなされたが、観光客の増加による環境破壊や地域の住環境の悪化、文化の変容など弊害も存在する。

## 電波資源
電波の使用が増加したことにより、割り当てが可能な周波数が枯渇しつつあるため、利用可能な周波数を資源の一つとして考えることがある。

## 人的資源

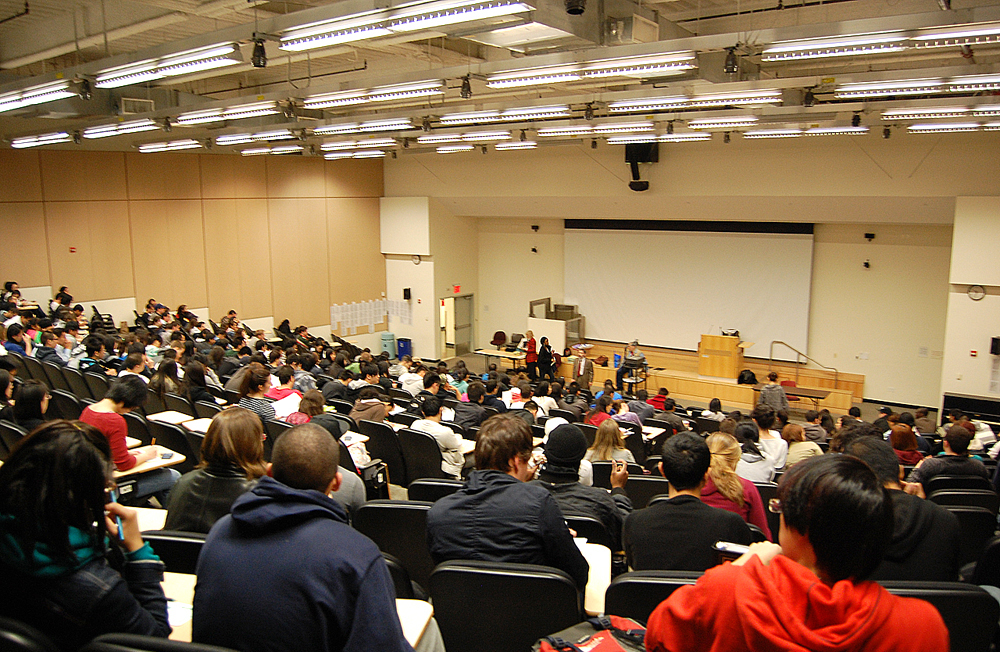
教育を受ける若者たち

労働力や技術力、創造性など、人間のもつ生産能力を資源に含めて、人的資源 (Human resource) と呼ばれる。人的資源は、人口や教育水準、専門技術者の数など、様々な要素に着目して言及される。高度な技術・能力を持つ者、というような意味では、人材とも言われる。人的資源はあらゆる活動に必要とされるものであるが、他の資源と同様有限であり、資源の配分をめぐって競合することも多い。
経済や文化、技術の発展には人的資源が必要不可欠であり、また基本的には、教育や学習、経験などによってその価値を高めることが出来る。そのため、多くの国では義務教育を設定し、国立・公立の大学の開設や奨学金制度の設定、図書館の設置など様々な学習支援が行われている。
しかし、教育コストや、教育を受ける間の生活費などの経済的問題が完全に解決されているわけではなく、加えて、創造力や独創性などは教えることが難しい。さらに、教育や学習の効果はそれを受ける者の意欲にも大きく左右されるものである。例えば、社会が硬直的・閉鎖的であったり、腐敗した独裁政権下であったりすると、教育を受けたところでそれを生かすことが出来ず、学習意欲の低下や頭脳の国外への流出を招く。このように人的資源の育成は容易なものではなく、各国において大きな課題とされている。

## 経済的資源
物的資源や人的資源を含む、広義の経済上における生産資源である。労働力、土地、原材料、時間などがそれに当たる。財、価値、資本などの言葉も使われる。社会的資源、文化資本、人的資本、社会関係資本などの用語もある。

## 情報資源
必要な時に利用できるように何らかの方法で蓄積された情報や資料。

## 資源の配分
各資源をどのように配分し何を生産するかは経済体制によって手段が変わり、国や時代によってその目的は異なっている。また、天然資源の配分、あるいは天然資源による収益の配分には、その産出国と消費国との間で利害が対立しやすく、一般に、産出国である発展途上国諸国と消費国である先進国との間で資源の所有や採掘権、価格などを巡って対立することも多い。
植民地支配以来の、資源メジャー、すなわち油田や鉱山の採掘権や生産設備等を持ち市場を支配する多国籍企業に対して、1970年代には資源ナショナリズムが高揚し、多くの国で油田や鉱山の国有化が行われた。しかしその後、商品先物市場の設置や新興資源国の増加、代替エネルギーの開発、内部での利害対立などでOPEC、OAPECなどの旧来の資源輸出国機構は価格への影響力を低下させた。
資源配分の手段
- 市場経済
- 計画経済

資源配分の目的
- 民需か軍需か
- 消費か投資か
- 公共投資か民間投資か